# 責任主義
責任主義（せきにんしゅぎ）とは、行為者に対する責任非難ができない場合には刑罰を科すべきではないとする原則。「責任なければ刑罰なし」という原則として知られ、罪刑法定主義とともに近代刑法理論の根本原理となっている。

## 概説
一定の事実が構成要件に該当し違法性を具備するものであったとしても、その事実を実現したことについて行為者を非難することができなければ犯罪は成立しない。刑法上の責任とは、犯罪行為についてそれを行った者（行為者）を非難しうることを意味する。責任の存在（有責性）は構成要件該当性及び違法性とともに犯罪が成立するための第三の要件となっている。
古い時代の刑法では結果的責任及び団体的責任の観念が支配的であった。法律上の責任は一定の客観的な法益侵害が発生し、ある者の行為がその結果と因果関係を有していることが確定すれば処罰しうるとされ（結果主義、結果責任）、かつ、縁坐や連坐など、しばしば一定の団体にその責任が帰属させられていた。
初期のローマ法でも客観的色彩が強かったが、後にギリシャの倫理学の影響を受けてdolus（悪意）の観念が用いられるようになった。一方、ゲルマン法ではローマ法に比べてはるかに遅れており客観的責任や結果的責任の思想が根強く残されていた。dolus（故意）と過失の観念は中世のイタリア法学においてようやく認められ、カロリーナ刑事法典で採用されたことで近代的な責任主義の原型となった。これと併行して個人的地位に基づく個人的責任が重視されるようになり、客観的責任・団体的責任から主観的責任・個人的責任へと移向した。刑罰権行使の合理的基礎として、結果の発生だけではなく、行為者の内面的態度に何らかの責めがあって初めて犯罪は成立すると考えられるようになった。

## 責任論
責任論は古典学派（旧派）と近代学派（新派）で理解に違いがある（刑法学を参照）。

### 道義的責任論・社会的責任論
責任の本質について道義的責任論と社会的責任論が対立する。
- 道義的責任論

古典学派（旧派）では、人間を一律に自由な意思を持った理性的存在と捉え、犯罪は是非を弁別できる個人が自己の自由意思に基づいてなした行動であるから、結果を発生させようとした悪しき意思（故意）や不注意で結果の発生を予見できなかった緊張の欠如（過失）に対して非難が向けられるべきであるとする。
- 社会的責任論

近代学派（新派）では、人間を素質と環境によって決定された宿命的存在と捉え、犯罪は行為者の素質と環境の産物であり、社会は犯罪者による犯罪の反復を避けるための防衛手段を講じる必要があり、犯罪者はこの防衛処分を受ける法的地位に立つとする。社会的責任論に対しては、理論的に本来の責任論から逸脱しているとの批判があるほか、規範的な非難を刑罰の前提としている現代刑法の精神とも合致しないなどの批判を受けてほとんど影をひそめるに至っている。

### 行為責任論・性格責任論・人格責任論
責任の基礎（非難の根拠）については行為責任論・性格責任論・人格責任論が対立する。
- 行為責任論（意思責任論）

道義的責任論によると、犯罪行為は行為者の自由意思の所産であるとし、個々の行為に存在する悪しき意思に非難の根拠があるとし、これを行為責任論（意思責任論）という。行為責任論に対しては、責任を帰せられる主体としての具体的な行為者が十分に勘案されていないという批判がある。
- 性格責任論

社会的責任論によると、犯罪行為は素質と環境による行為者の性格の徴表であり、責任の基礎は行為者の性格（社会的危険性）にあるとし、これを性格責任論という。性格責任論に対しては、行為者の主体性を考慮しておらず責任論における非難という意味を排除してしまっているという批判がある。
- 人格責任論

人格責任論は行為責任論と性格責任論の欠陥を補正する立場から登場した学説で、行為者の主体性を考慮しつつ犯罪行為の背後にある行為者の人格を責任の基礎とみる。20世紀前半のドイツでは行状責任論など行為の背後にある行為者人格を基礎とした責任論が現れ、このような理論一般について人格責任論と呼ばれている。

### 心理的責任論・規範的責任論
責任の性質については心理的責任論と規範的責任論が対立する。
- 心理的責任論

心理的責任論では、責任の実体は行為者の心理的関係であるとし、犯罪事実に対する現実的認識とその実現の意欲ないし認容が認められる場合を故意、犯罪事実発生の認識可能性が認められる場合を過失として、責任能力のほかに故意または過失が具備されれば直ちに行為者の責任を問うことができるとする。
- 規範的責任論

規範的責任論では、責任は非難可能性であり、行為者の責任を問うには、責任能力及び故意・過失のほかに、行為の際の具体的事情から判断して行為者に適法行為を行うことができたという期待可能性がなければならないとする。規範的責任論はもともと20世紀初頭に道義的責任論の立場から心理的責任論への方法論的反省として登場したものであるが、社会的責任論とも結合されるようになり、ドイツでも日本でも学派的対立を超えた地位を得るに至っている。

## 日本の刑法における責任主義

### 責任要素
- 責任能力
- 故意 - 事実の錯誤がある場合、故意が存在しないことになる
- 過失
- 期待可能性

### 責任阻却事由
原則として責任が認められる行為について、その有責性を否定する事由のことを責任阻却事由という。責任阻却事由がある場合、刑罰法規の構成要件に該当していても犯罪とはならない。
- 責任能力を欠く者（責任無能力者） - 責任主義の原則を受けて、刑法は責任能力を欠く者の行為を処罰しないことを規定する。（責任能力の項目を参照）
  - 心神喪失者（刑法39条1項） - 心神喪失とは、精神上の障害により是非弁別能力または行動制御能力を欠く状態（判例）
  - 刑事未成年者（刑法41条）
- 期待可能性を欠くこと

### 責任軽減事由
犯罪の成立は否定されないが、責任が低減している場合に、刑罰の減免が認められることがある。
- 心神耗弱者（刑法39条2項）
- 自首（刑法42条）
- 中止未遂（中止犯、刑法43条但書） - 責任減少説の場合
- かつては、唖者（旧刑法40条） - 1995年に削除